# Kym Marsh
Kimberley Gail Marsh (anteriormente Ryder, Lomas y Ratcliff;Whiston, Merseyside; 13 de junio de 1976) es una actriz, presentadora de televisión y cantante británica. En 2001, consiguió una plaza en el grupo Hear'Say gracias a su participación en el programa de telerrealidad Popstars. Hear'Say cosechó un breve éxito, con dos sencillos y un álbum número uno en el Reino Unido, pero Marsh abandonó el grupo en 2002 para emprender una carrera en solitario. En 2003 publicó un álbum titulado Standing Tall, que alcanzó el noveno puesto en el Reino Unido y dio lugar a dos sencillos entre los diez primeros.
De 2006 a 2019, interpretó a Michelle Connor en la telenovela de ITV, Coronation Street. Ganó el premio a la «mejor actriz revelación» en los British Soap Awards de 2007, así como la categoría de «actriz revelación» en los National Television Awards de 2007 y fue nominada a la «mejor interpretación dramática femenina» en los British Soap Awards de 2017. En 2010, quedó en cuarto lugar en Popstar to Operastar, un programa de telerrealidad en el que conocidas estrellas del pop son entrenadas para cantar ópera. Desde octubre de 2020, Marsh copreside el programa matinal de estilo de vida de la BBC One, Morning Live, junto al presentador galés Gethin Jones. A partir de 2023, Marsh apareció en la reposición de la serie dramática escolar de la BBC, Waterloo Road.

## Primeros años
Marsh nació el 13 de junio de 1976 en el Hospital Whiston de Whiston, Merseyside, hija de Pauline y David Marsh, que vivían en Garswood. Tiene dos hermanos y una hermana mayores. Su padre era carpintero y, en su tiempo libre, era el guitarrista principal del grupo Ricky and the Dominant Four, telonero de The Beatles en el Cavern Club. Estudió dos años en la Byrchall High School de Ashton-in-Makerfield y dos años en la Elliot Clarke Stage School de Liverpool, que abandonó a los 15 años.

## Carrera musical

### Inicios como cantante y Hear'Say
A los 16 años hizo algunos coros para el grupo Freaky Realistic.
En 2000 fue la cantante principal de la banda Hear'Say, conformada además por Danny Foster, Myleene Klass, Suzanne Shaw y Noel Sullivan. La banda tuvo dos singles número uno en el Reino Unido: «Pure and Simple» y «The Way To Your Love», y un álbum número uno, Popstars; otro álbum que publicaron fue Everybody (2001); Kym dejó el grupo en 2002. 

### Carrera solista
En julio de 2003, Kym lanzó su álbum como solista Standing Tall, que contenía los sencillos «Cry», «Come On Over» y «Sentimental», junto con doce temas más.

## Carrera televisiva
En 2005 hizo su debut en la televisión cuando apareció en un episodio de la serie Doctors, donde interpretó a Ruth Parry. En 2006 apareció de forma recurrente en la serie Hollyoaks: In The City, donde interpretó a Kay Price. El 3 de abril de 2006, se unió al elenco de la exitosa serie británica Coronation Street, donde da vida a Michelle Connor hasta ahora. En 2011 se anunció que se tomaría unos meses debido al nacimiento de su hija, Polly; sin embargo, regresó a la serie en septiembre del mismo año. En febrero de 2008, ganó el premio de "Famosa mamá del año" de la revista Tesco. El 14 de diciembre de ese año, apareció como presentadora para el final del programa The X Factor, presentando a Alexandra Burke, quien terminó ganando el concurso.
En enero de 2010, participó en el programa Popstar to Operastar; sin embargo, quedó en cuarto lugar. Ese mismo año filmó un documental acerca de nacimientos prematuros llamado Born Too Soon, y ayudó a organizar una gala para recaudar fondos para el cuidado de bebés llamado "Bliss".
El 4 de agosto de 2022, se anunció que Marsh competiría en la vigésima temporada del programa de baile de la BBC, Strictly Come Dancing. Formó pareja con el bailarín profesional Graziano Di Prima. La temporada se estrenó el 24 de septiembre de 2022. El 22 de noviembre de 2022, se anunció que Marsh había dado positivo por COVID-19 y, por lo tanto, no pudo estar presente durante el episodio de esa semana. Fue la décima eliminada, el 3 de diciembre de 2022, tras perder el duelo de baile contra Molly Rainford y Carlos Gu.

## Vida personal

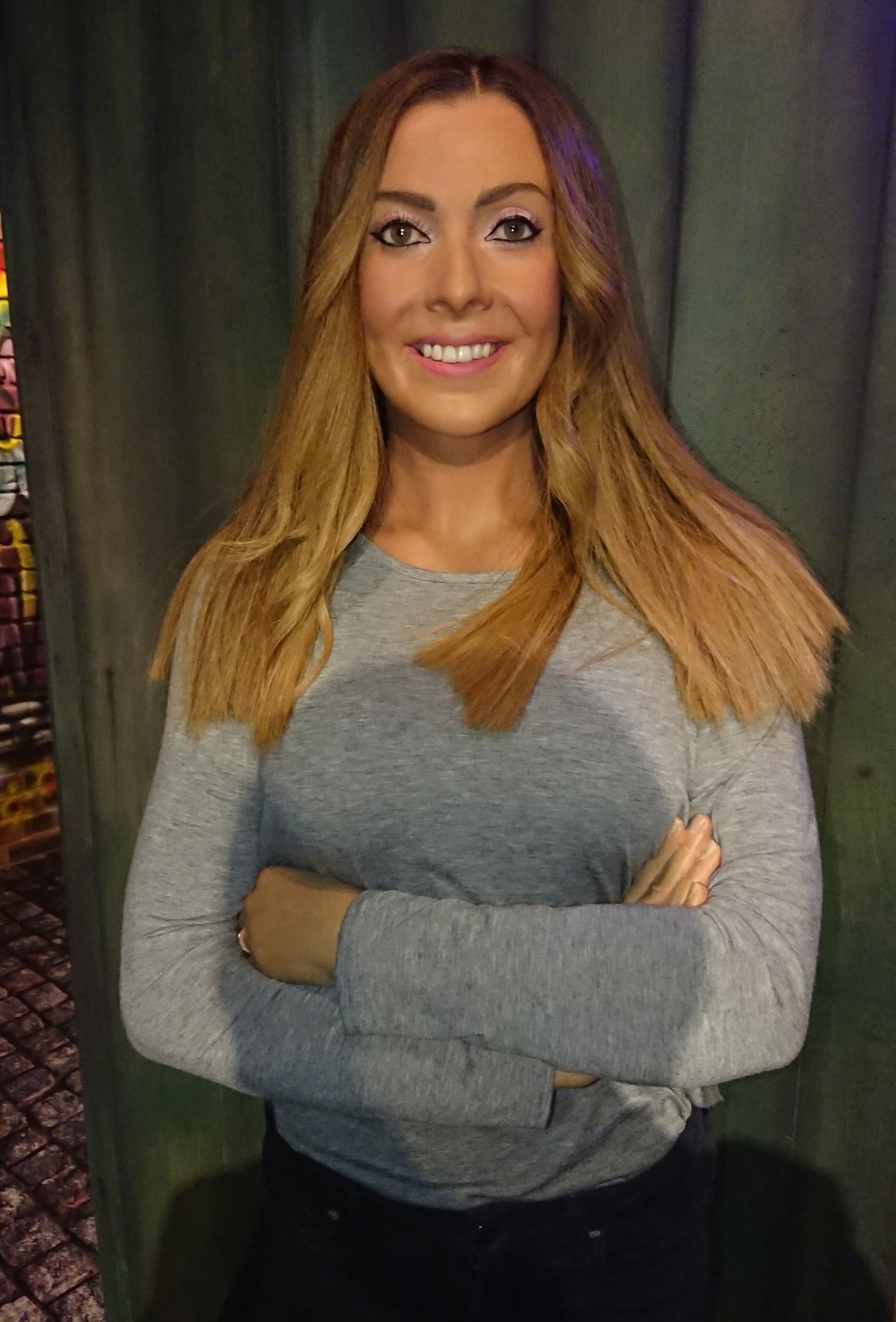
Una figura de cera de Marsh como Michelle Connor en el museo Madame Tussauds Blackpool

Marsh se ha casado y divorciado tres veces y tiene tres hijos y dos nietos. Tiene un hijo llamado David (nacido en 1995) y una hija llamada Emilie (nacida en 1997) de una relación con Dave Cunliffe. Se casó con el actor Jack Ryder en St Albans, Hertfordshire, el 10 de agosto de 2002. El 20 de marzo de 2008 se anunció que la pareja había decidido separarse y que solicitarían el divorcio,  que anunciaron el 12 de agosto de 2009.
En julio de 2008, Marsh empezó a salir con el actor Jamie Lomas. Se casaron en Cheshire en septiembre de 2012. Ella y Lomas anunciaron que esperaban un bebé en 2009. Su hijo, Archie, nació con 18 semanas de antelación el 11 de febrero y murió momentos después de nacer. El 23 de marzo de 2011 nació su hija Polly. El 3 de octubre de 2012, Marsh anunció que adoptaría profesionalmente el apellido de Lomas. Se separaron en 2013 y se divorciaron en 2014.
En mayo de 2017, se añadió una figura de cera del personaje de Marsh en Coronation Street a la galería del Madame Tussauds Blackpool.
En mayo de 2019, Marsh se convirtió en abuela cuando su hija Emilie tuvo un hijo. El 14 de junio de 2021, Marsh anunció su compromiso con el mayor del ejército Scott Ratcliff  y se casaron el 16 de octubre de 2021.
Marsh se convirtió en abuela por segunda vez en agosto de 2022, cuando su hijo David y su prometida Courtney tuvieron un hijo llamado Clayton.
Marsh anunció su separación de Ratcliff en mayo de 2023 y se divorciaron ese mismo año.

## Filmografía

### Cine
| Año  | Título            | Personaje  | Notas |
| ---- | ----------------- | ---------- | ----- |
| 2020 | The Loss Adjuster | Angie Dyer |       |

### Televisión
| Año         | Programa             | Notas                       |
| ----------- | -------------------- | --------------------------- |
| 2010        | Popstar to Operastar | 5 episodios - concursante   |
| 2004 - 2009 | Loose Woman          | 21 episodios - presentadora |
| 2008        | The X Factor         | 2 episodios - presentadora  |
| 2004        | Making Your Mind Up  | concursante                 |
| 2001        | Popstars             | concursante                 |

## Premios y nominaciones
| Año  | Categoría                           | Premio                    | Serie             | Resultado |
| ---- | ----------------------------------- | ------------------------- | ----------------- | --------- |
| 2017 | Best Actress                        | British Soap Award        | Coronation Street | Nominada  |
| 2017 | Best Female Dramatic Performance    | British Soap Award        | Coronation Street | Ganadora  |
| 2016 | Sexiest Female                      | Inside Soap Award         | Coronation Street | Nominada  |
| 2015 | Soap Personality Sponsored by SMEG  | TRIC Award                | Coronation Street | Nominada  |
| 2009 | Bounty Celebrity Mum of the Year    | Bounty Award              | -                 | Ganadora  |
| 2008 | Best Dressed Soap Star              | Inside Soap Award         | Coronation Street | Ganadora  |
| 2008 | Best Celebrity Style                | All About Soap Award      | Coronation Street | Ganadora  |
| 2008 | Favourite Actress                   | TV Now Award              | Coronation Street | Ganadora  |
| 2008 | Celebrity Mum of the Year           | La Redoute Award          | -                 | Nominada  |
| 2008 | Best Celebrity Mum of the Year      | Tesco Award               | -                 | Ganadora  |
| 2008 | Best Actress                        | Daily Star Soap Award     | Coronation Street | Ganadora  |
| 2008 | Best TV Soap Personality            | TRIC Award                | Coronation Street | Ganadora  |
| 2007 | Best Couple (junto a Simon Gregson) | Inside Soap Award         | Coronation Street | Nominados |
| 2007 | Best Actress                        | Inside Soap Award         | Coronation Street | Nominada  |
| 2007 | Most Popular Newcomer               | National Television Award | Coronation Street | Ganadora  |
| 2007 | Favourite Newcomer                  | TV Now Award              | Coronation Street | Ganadora  |
| 2007 | Best Soap Newcomer                  | TV Quick Award            | Coronation Street | Ganadora  |
| 2007 | Best Newcomer                       | British Soap Award        | Coronation Street | Ganadora  |